# آرثر توماس (لاعب كريكت ويلزي)
آرثر توماس (بالإنجليزية: Arthur Thomas)‏ (7 مايو 1895 في المملكة المتحدة - 11 فبراير 1953) هو لاعب كريكت بريطاني. لعب مع نادي مقاطعة غلاموركن للكريكت ‏.